# Citroën BX

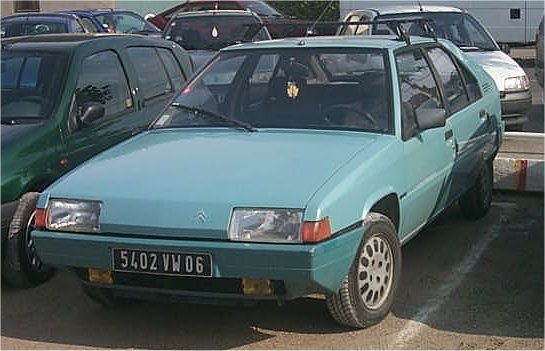
Citroën BX – wersja pierwsza

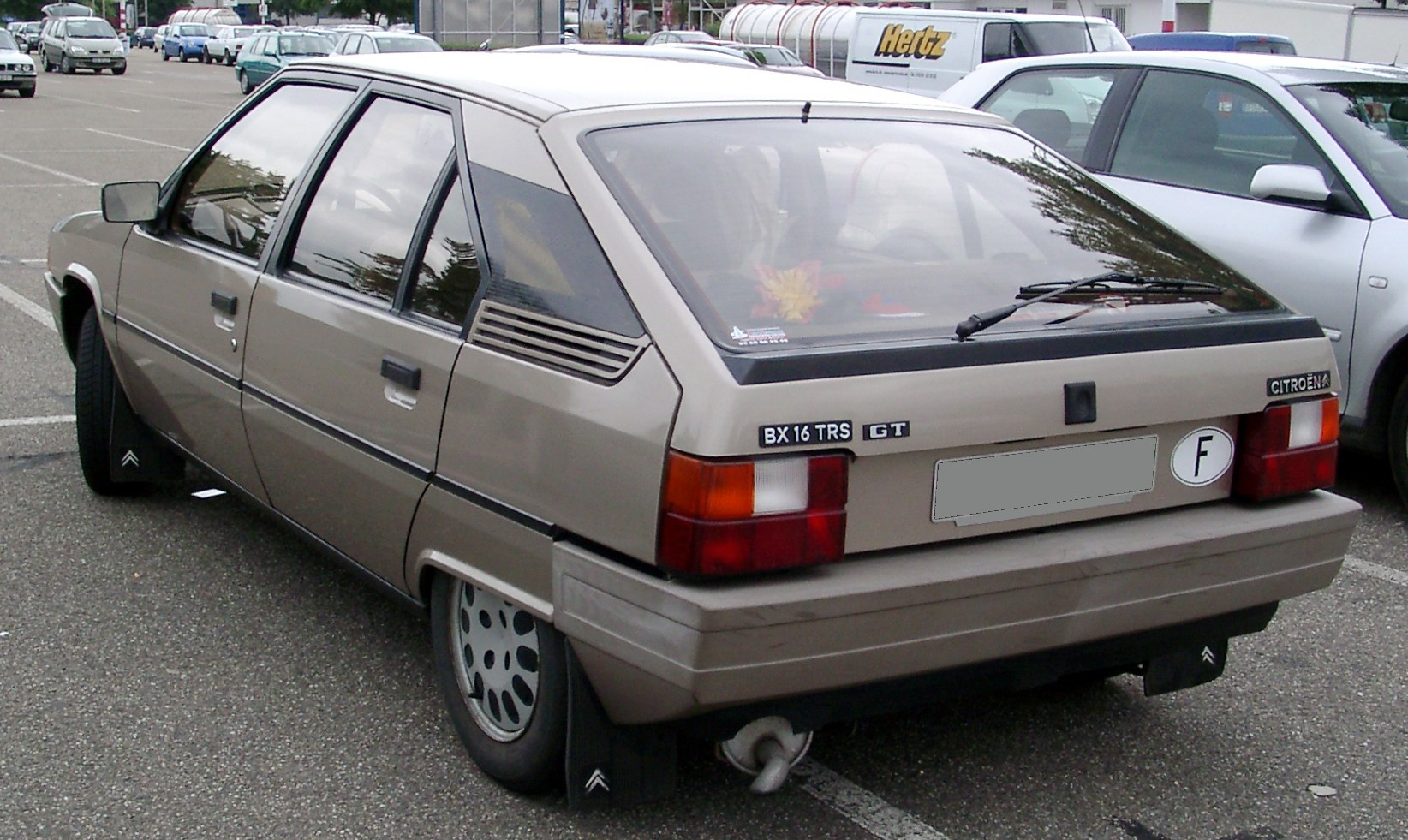
Tył pojazdu, 1982-1986

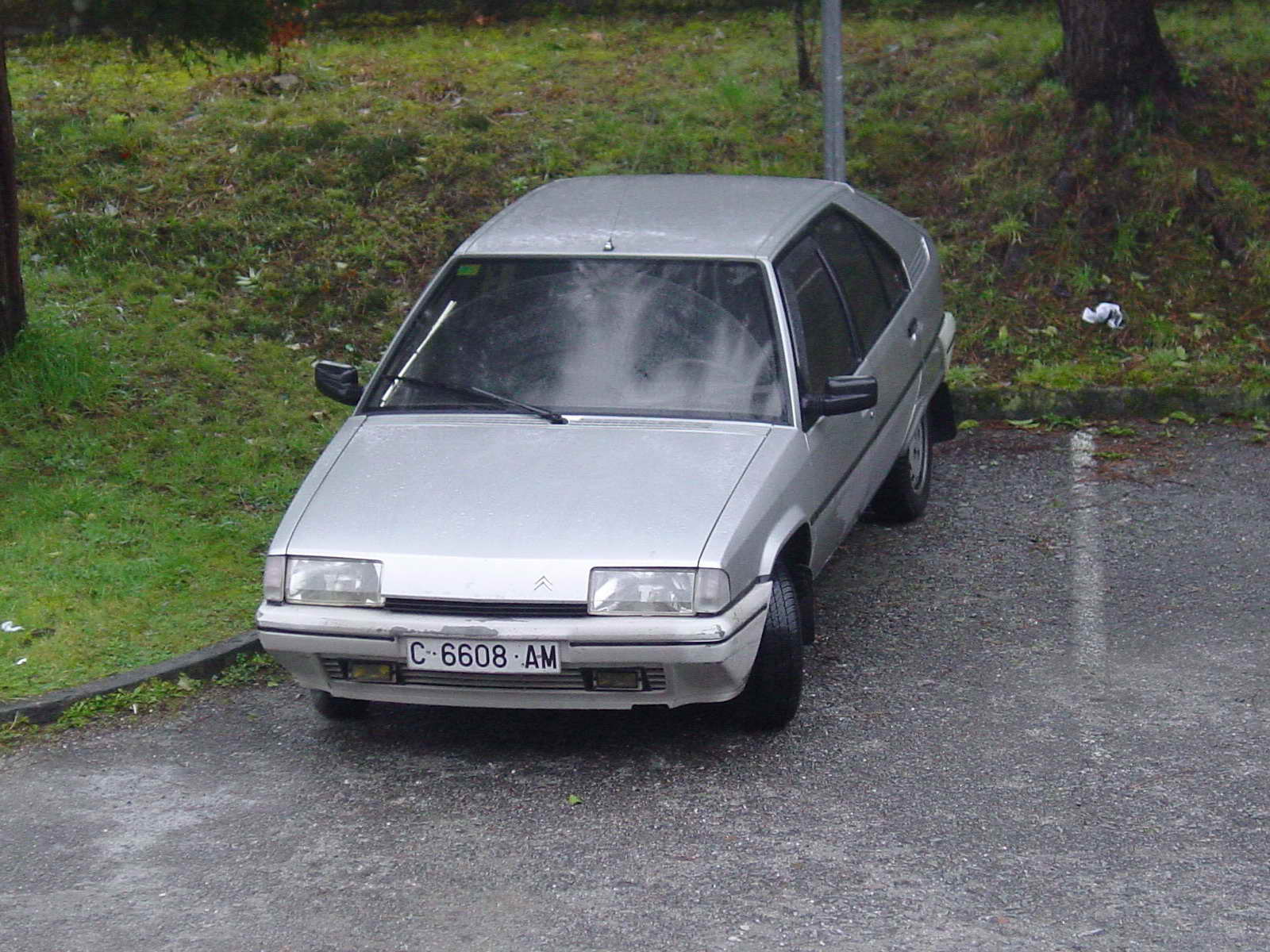
Citroën BX – wersja druga

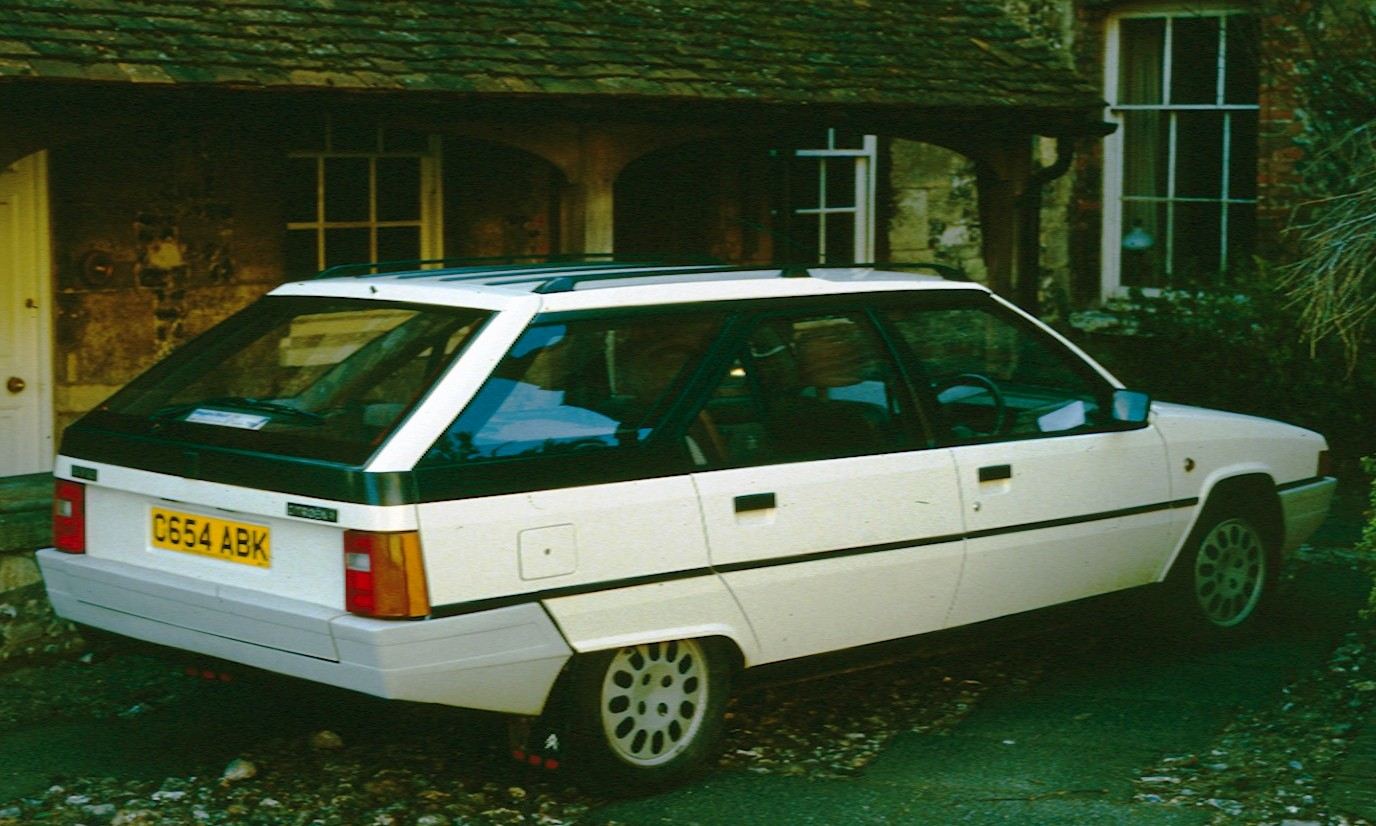
Citroën BX Break (1985–1986)

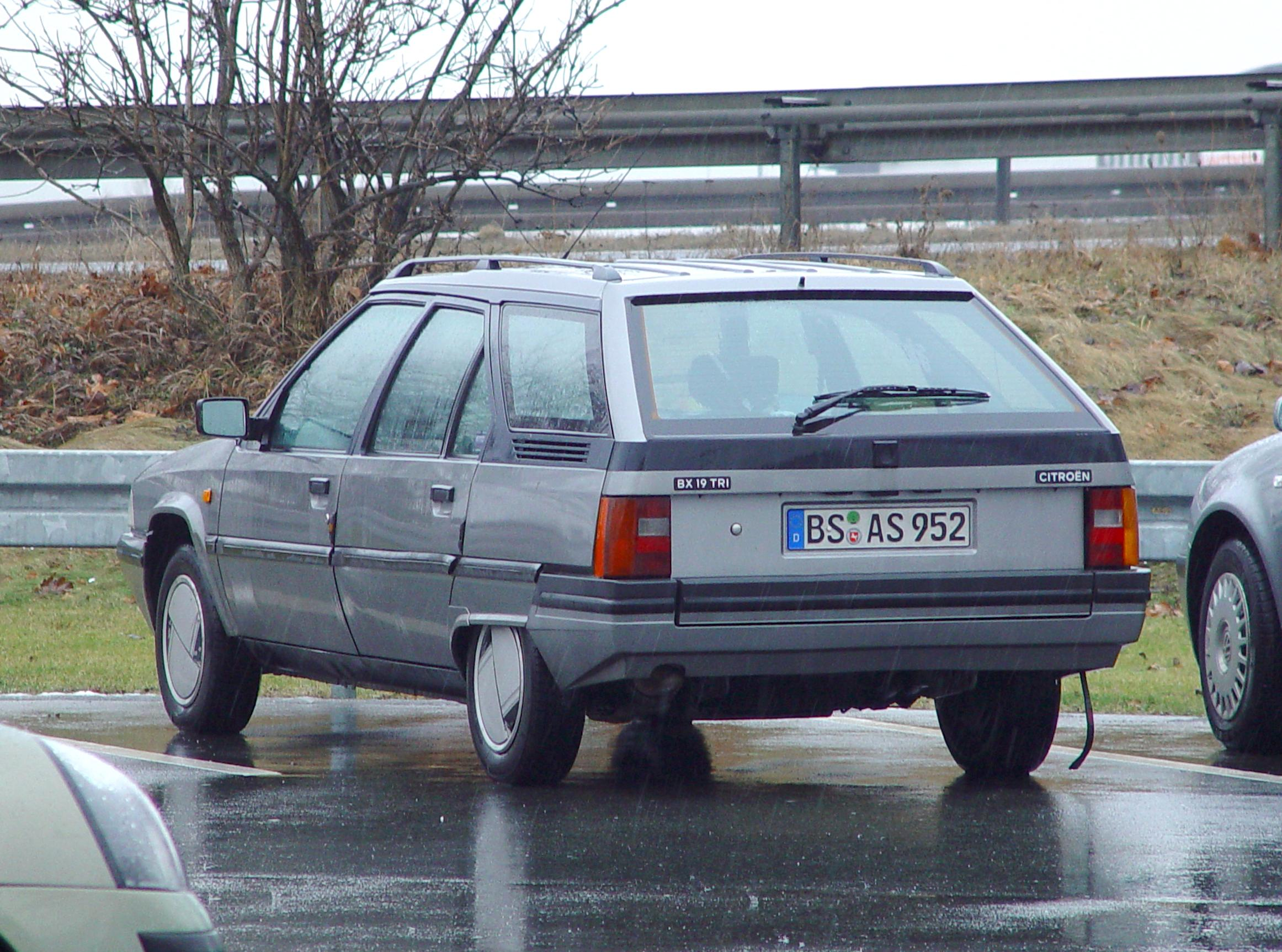
Citroën BX Break – wersja druga

Citroën BX – samochód osobowy klasy średniej produkowany przez firmę Citroën w latach 1982 – 1994.

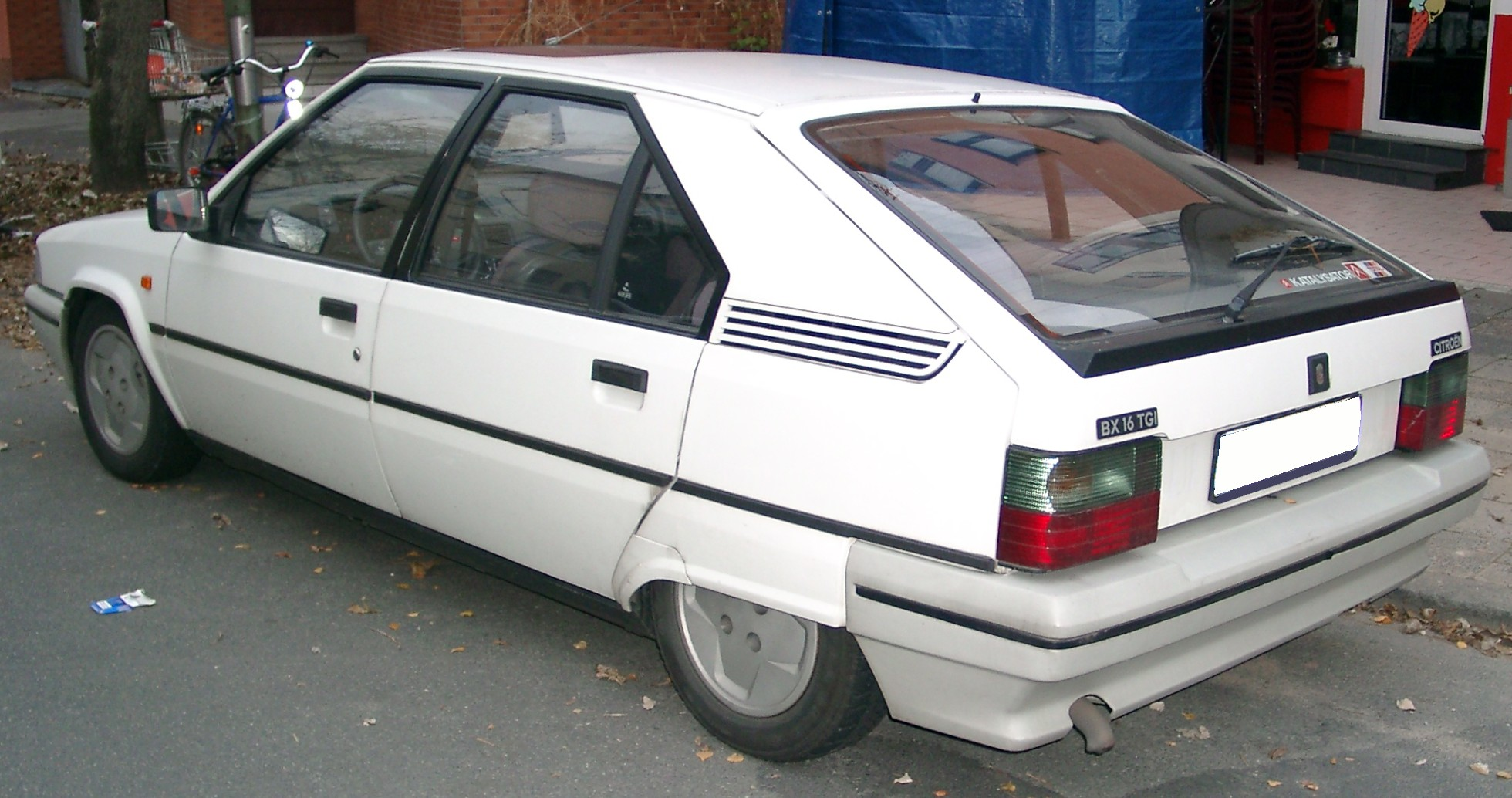
Tył nowszej wersji po liftingu

## Opis
Wersje nadwoziowe obejmowały pięciodrzwiowego hatchbacka (Berline), a od 1985 roku także kombi (Break lub Evasion). Przez 14 lat produkcji powstało 2 315 739 sztuk tego modelu. Nadwozie zapewniało wygodę podróży dla 4 osób, mimo że auto rejestrowano jako pięcioosobowe. Bezpośrednio na komfort wpływało zastosowane zawieszenie hydropneumatyczne pierwszej generacji, odziedziczone z modelu GS/GSA i CX. Nadwozie auta wykonano w dużej części z kompozytów (m.in. pokrywa silnika w wielu wersjach, tylna klapa bagażnika w każdej wersji, poszycie tylnych słupków wersji Berline). Citroën BX to jedno z niewielu aut koncernu PSA o wysoce modułowej konstrukcji. Taka budowa obniżała koszt produkcji wielu różnych wariantów wyposażeniowych. Po faceliftingu przeprowadzonym w 1986 auto zwracało uwagę starannym zabezpieczeniem antykorozyjnym (wszystkie blachy dwustronnie cynkowane, całe podwozie powlekane PVC).
W pierwszej generacji Citroëna BX zwracało uwagę nietypowo rozwiązane wnętrze samochodu. Deska rozdzielcza nie posiadała tradycyjnych przełączników, światła, kierunkowskazy i wycieraczki uruchamiane były przełącznikami zespolonymi z deską rozdzielczą. Również nietypowy był "bębenkowy" prędkościomierz, w którym prędkość pokazywana była na obracającym się bębnie z cyframi. W drugiej generacji BX-a zrezygnowano z tych rozwiązań, BX miał już tradycyjny, okrągły prędkościomierz ze wskazówką i zwyczajne przełączniki. Zachowano jednak charakterystyczną dla Citroëna jednoramienną kierownicę.

## Napęd i układ przeniesienia napędu

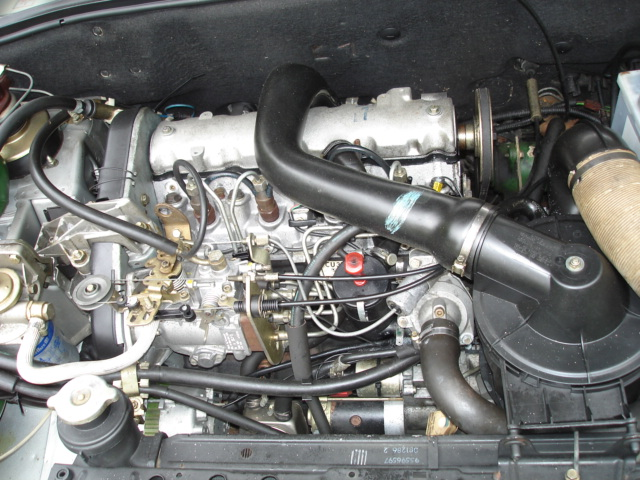
Silnik XUD9 w BX 19 TRD, 47 kW (64 KM)

W Citroënie BX montowano rzędowe, czterocylindrowe, silniki czterosuwowe, OHC:
Benzynowe o pojemnościach:
- Oznaczenie BX, poj. 1124 cm³, 8v, 40-42 kW (rzadko spotykane), typu X oraz TU  Zasilany gaźnikiem
- Oznaczenie BX lub BX 14, poj, 1360 cm³, 8v, 45-59 kW, typu X oraz TU Zasilany gaźnikiem lub jednopunktowym wtryskiem paliwa
- Oznaczenie BX 15 lub BX 16, poj. 1580 cm³, 8v, 53-76 kW, typu XU Zasilany gaźnikiem lub  jednopunktowym wtryskiem paliwa
- Oznaczenie BX 19/ GT/ GTi/ GTi 16V, poj. 1905 cm³, 8v lub 16v, 70-116 kW, typu XU Zasilny gaźnikiem, jedno lub wielopunktowym wtryskiem paliwa

Silniki wysokoprężne wolnossące i turbodoładowane typu XUD o pojemnościach:
- Oznaczenie BX 17 lub BX 17 TURBO, poj. 1769 cm³, 8v, wolnossący 44 kW, turbodoładowany 66 kW
- Oznaczenie BX 19, poj. 1905 cm³, 8v, 47-51 kW

Jednostki napędowe montowano z przodu pojazdu, poprzecznie do jego osi i napędzały koła przednie – z wyjątkiem modelu BX 4x4.
Do wyboru była czterobiegowa skrzynia automatyczna ZF4HP14 (silniki 1580-1905 benzyna i 1905 diesel wolnossący), lub skrzynia manualna o 4 lub 5 przełożeniach:
- BH3 - skrzynia umieszczona w misce olejowej silnika (tylko dla modeli z silnikiem X) tworzy tzw. monoblok.
- MA dla modeli z silnikiem TU.
- BE1 i BE3 dla modeli z silnikiem XU i XUD.

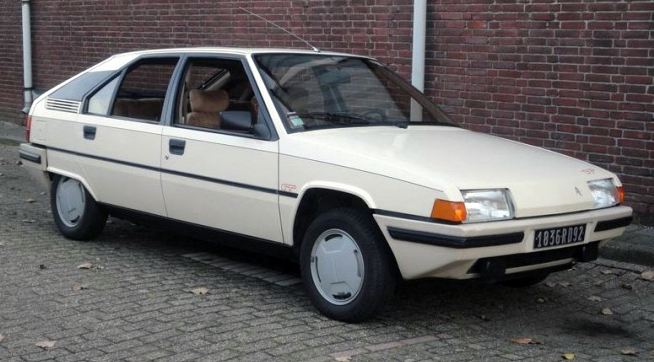
Citroën BX 19 GT (1985–1986)

## Zawieszenie
BX posiadał niezależne zawieszenie hydropneumatyczne pierwszej generacji, z przodu zastosowano kolumny MacPhersona z tyłu wahacze wleczone.

## Wyposażenie

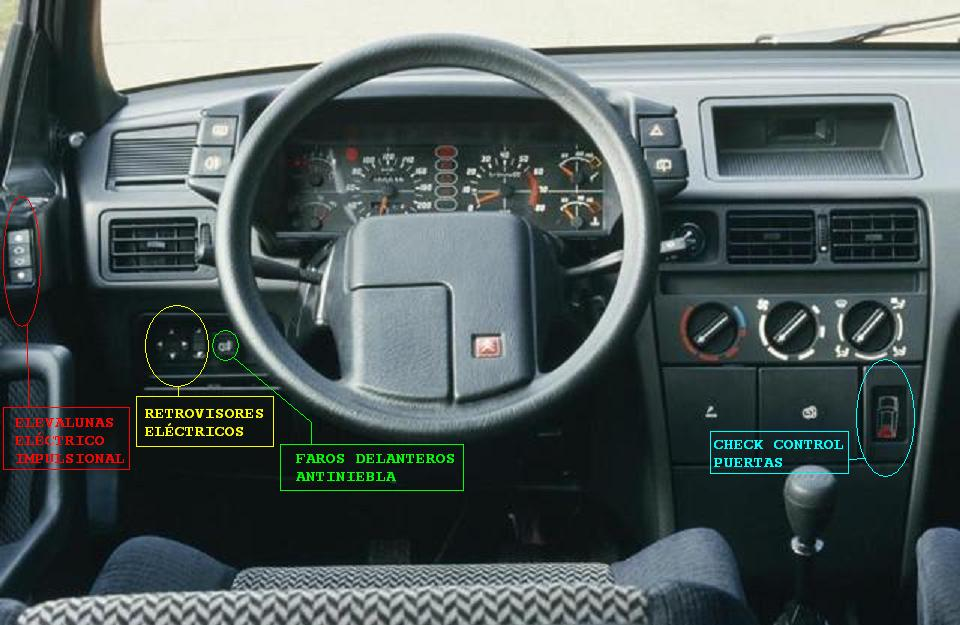
Wnętrze nowszej wersji

Oferowano bardzo bogaty wybór wyposażenia dodatkowego, m.in.:
- klimatyzację
- pełną elektrykę szyb oraz elektryczne lusterko prawe i lewe
- komputer pokładowy
- skórzaną tapicerkę
- system audio z gniazdami słuchawek dla pasażerów

## Wersje specjalne

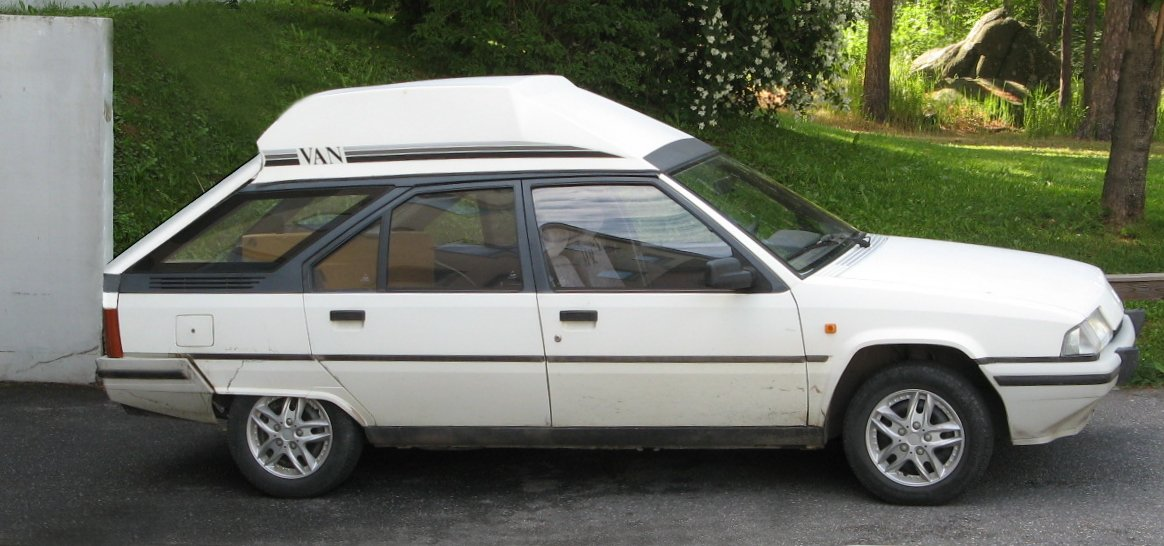
BX-wersja specjalna dla Finlandii

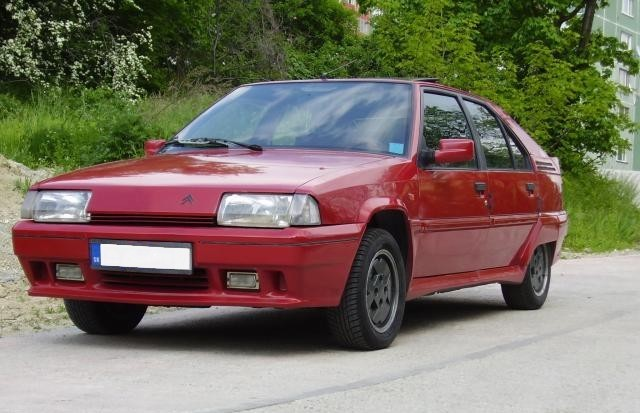
Citroën BX 19 GTi 16V (1987–1993)

Skonstruowano i produkowano bardzo dużo wersji specjalnych o nietypowym wyposażeniu, w tym wersję Digit (cyfrowa deska rozdzielcza, komputer pokładowy - powstało ok. 5 tys. sztuk). 
Dostępne były również wersje GTi (ośmio- i szesnastozaworowe) oraz z napędem na 4 koła. W latach 1985–1986 wyprodukowano także niewielką liczbę pojazdów w sportowej wersji 4TC o zmienionej konstrukcji i wyglądzie zewnętrznym - ok. 200 sztuk z silnikiem o mocy 200 koni mechanicznych oraz 20 sztuk z silnikiem o mocy 360 koni mechanicznych. Wyprodukowanie tej wersji było potrzebne firmie Citroën do uzyskania dla modelu BX licencji rajdowej.

## Dane techniczne
| Wersja                | Silnik:                          | Układ zasilania:   | Średnica × skok tłoka: | St. sprężania:     | Moc maksymalna:                    | Maks. moment obrotowy      | 0-100 km/h:        | V-max:             |
| Silniki benzynowe:    | Silniki benzynowe:               | Silniki benzynowe: | Silniki benzynowe:     | Silniki benzynowe: | Silniki benzynowe:                 | Silniki benzynowe:         | Silniki benzynowe: | Silniki benzynowe: |
| --------------------- | -------------------------------- | ------------------ | ---------------------- | ------------------ | ---------------------------------- | -------------------------- | ------------------ | ------------------ |
| 1.4                   | R4 1,4 l (1360 cm³), SOHC        | gaźnik Solex       | 75,00 mm × 77,00 mm    | 9,3:1              | 61 KM (45 kW) przy 5500 obr./min   | 108 N•m przy 2500 obr./min | 15,6 s             | 155 km/h           |
| 1.4 RE                | R4 1,4 l (1360 cm³), SOHC        | gaźnik Solex       | 75,00 mm × 77,00 mm    | 9,3:1              | 73 KM (54 kW) przy 5750 obr./min   | 108 N•m przy 3000 obr./min | 13,5 s             | 161 km/h           |
| 1.4i TGE              | R4 1,4 l (1360 cm³), SOHC        | wtrysk             | 75,00 mm × 77,00 mm    | 8,8:1              | 75 KM (55 kW) przy 6200 obr./min   | 109 N•m przy 4000 obr./min | 13,3 s             | 170 km/h           |
| 1.6 TRS               | R4 1,6 l (1580 cm³), SOHC        | gaźnik Weber       | 83,00 mm × 73,00 mm    | 9,5:1              | 95 KM (70 kW) przy 6000 obr./min   | 137 N•m przy 3250 obr./min | 12,5 s             | 175 km/h           |
| 1.9 TRS               | R4 1,9 l (1905 cm³), SOHC        | gaźnik Weber       | 83,00 mm × 88,00 mm    | 9,3:1              | 106 KM (78 kW) przy 5600 obr./min  | 161 N•m przy 3000 obr./min | 10,7 s             | 185 km/h           |
| 1.9 GTi               | R4 1,9 l (1905 cm³), SOHC        | wtrysk             | 83,00 mm × 88,00 mm    | 8,4:1              | 127 KM (93 kW) przy 5500 obr./min  | 175 N•m przy 4500 obr./min | 9,8                | 198 km/h           |
| 1.9 GTi 16v           | R4 1,9 l (1905 cm³), DOHC        | wtrysk Bo Mot-ML4  | 83,00 mm × 88,00 mm    | 10,4:1             | 160 KM (118 kW) przy 6500 obr./min | 177 N•m przy 5000 obr./min | 7,6                | 217 km/h           |
| 2.1 4TC               | R4 2,1 l (2141 cm³), SOHC, turbo | b/d                | 91,40 mm × 81,60 mm    | 7,0:1              | 203 KM (149 kW) przy 5250 obr./min | 294 N•m przy 2750 obr./min | b/d                | 222 km/h           |
| Silniki wysokoprężne: |                                  |                    |                        |                    |                                    |                            |                    |                    |
| 1.7 TGD               | R4 1,8 l (1769 cm³), SOHC        | wtrysk             | 80,00 mm × 88,00 mm    | b/d                | 61 KM (45 kW) przy 4600 obr./min   | 111 N•m przy 2000 obr./min | b/d                | b/d                |
| 1.7 TDR               | R4 1,8 l (1769 cm³), SOHC, turbo | wtrysk             | 80,00 mm × 88,00 mm    | 22,0:1             | 90 KM (66 kW) przy 4300 obr./min   | 182 N•m przy 2100 obr./min | 11,0 s             | 180 km/h           |
| 1.9 RD                | R4 1,9 l (1905 cm³), SOHC        | wtrysk             | 83,00 mm × 88,00 mm    | 23,5:1             | 64 KM (47 kW) przy 4600 obr./min   | 119 N•m przy 2000 obr./min | 17,2 s             | 156 km/h           |
| 1.9 TGD               | R4 1,9 l (1905 cm³), SOHC        | wtrysk             | 83,00 mm × 88,00 mm    | 23,0:1             | 72 KM (53 kW) przy 4600 obr./min   | 122 N•m przy 2000 obr./min | 15,6 s             | 164 km/h           |